# Juicio de los jueces

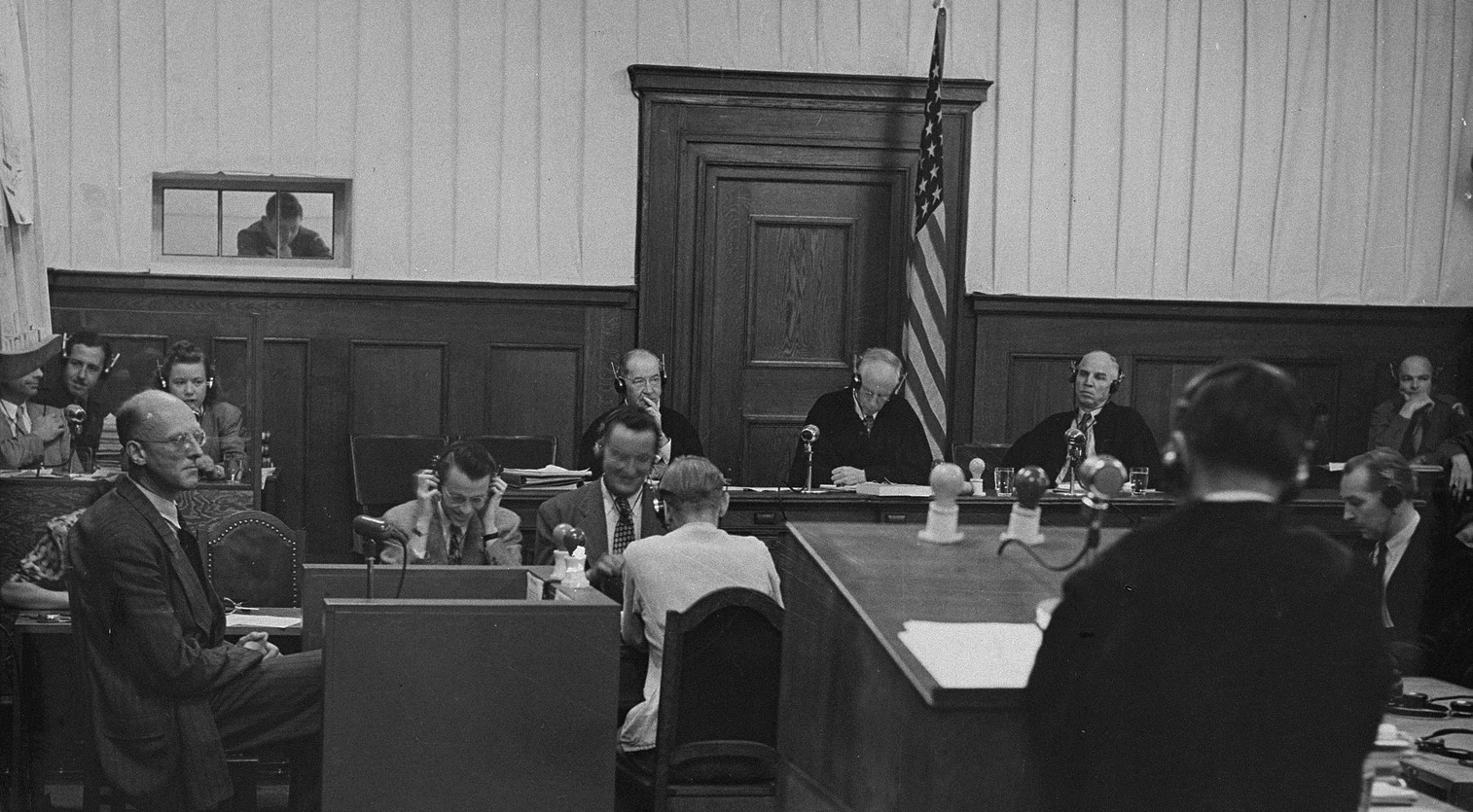
Un testigo declara en el juicio de los jueces.

El juicio de los jueces (oficialmente, The United States of America vs. Josef Altstötter, et al.) fue el tercero de los doce juicios por crímenes de guerra que las autoridades estadounidenses llevaron a cabo en Núremberg, en la Zona de ocupación estadounidense en Alemania, una vez finalizada la Segunda Guerra Mundial. 
Estos doce juicios fueron ejecutados ante cortes militares estadounidenses y no ante el Tribunal Militar Internacional, aunque tuvieron lugar en las mismas salas en el Palacio de Justicia de Núremberg. Los doce juicios estadounidenses son conocidos en conjunto como los «juicios de Núremberg posteriores» o, formalmente, como los «juicios de criminales de guerra ante los tribunales militares de Núremberg».
En este caso, los acusados fueron 16 juristas y abogados alemanes. Nueve de ellos habían sido oficiales del Ministerio de Justicia del Reich, los otros eran fiscales y jueces de las cortes especiales o las Volksgerichtshöfe de la Alemania nazi. El juicio duró del 5 de marzo al 4 de diciembre de 1947.

## Jueces
Los jueces de este caso fueron los siguientes:
- Carrington T. Marshall, expresidente de la Corte Suprema de Justicia del estado de Ohio, como presidente.
- James T. Brand, juez de la Corte Suprema del estado de Ohio, como un juez.
- Mallory B. Blair, juez de la Corte de Apelaciones de Texas, como un juez.
- Justin Woodward Harding,  exjuez en Alaska y abogado de la Fiscalía General de Ohio, como juez adjunto.

Marshall debió retirarse por enfermedad el 19 de junio de 1947, por lo que Brand se convirtió en el presidente y Harding fue hecho miembro oficial del tribunal.

## Procesados

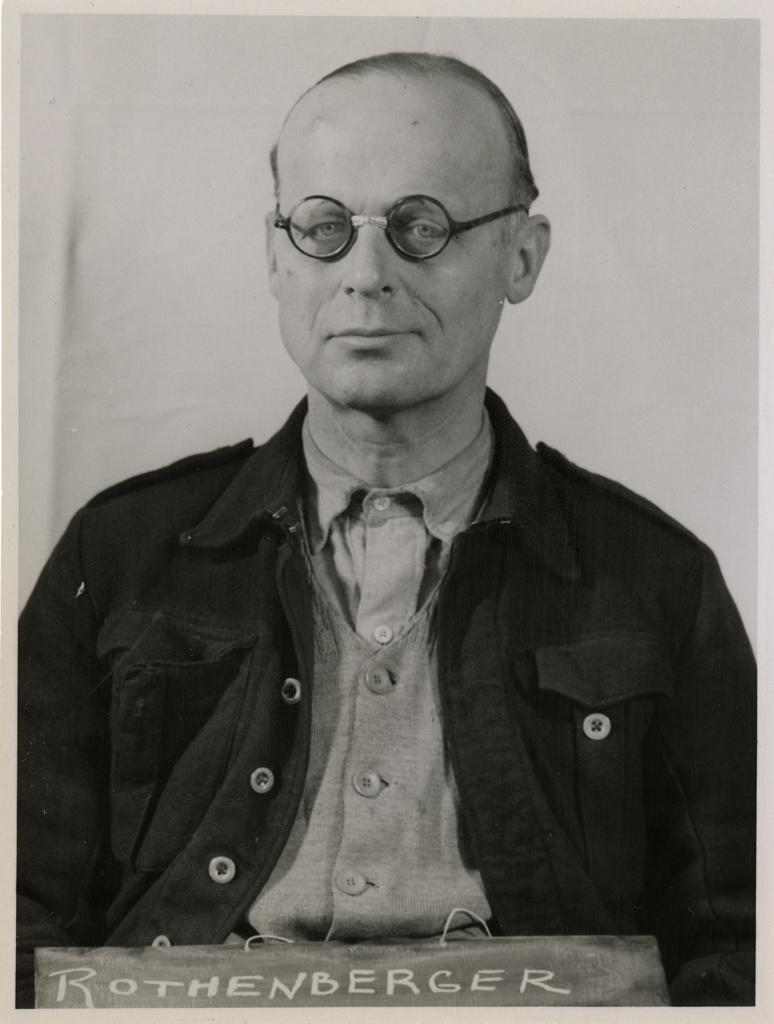
Curt Rothenberger
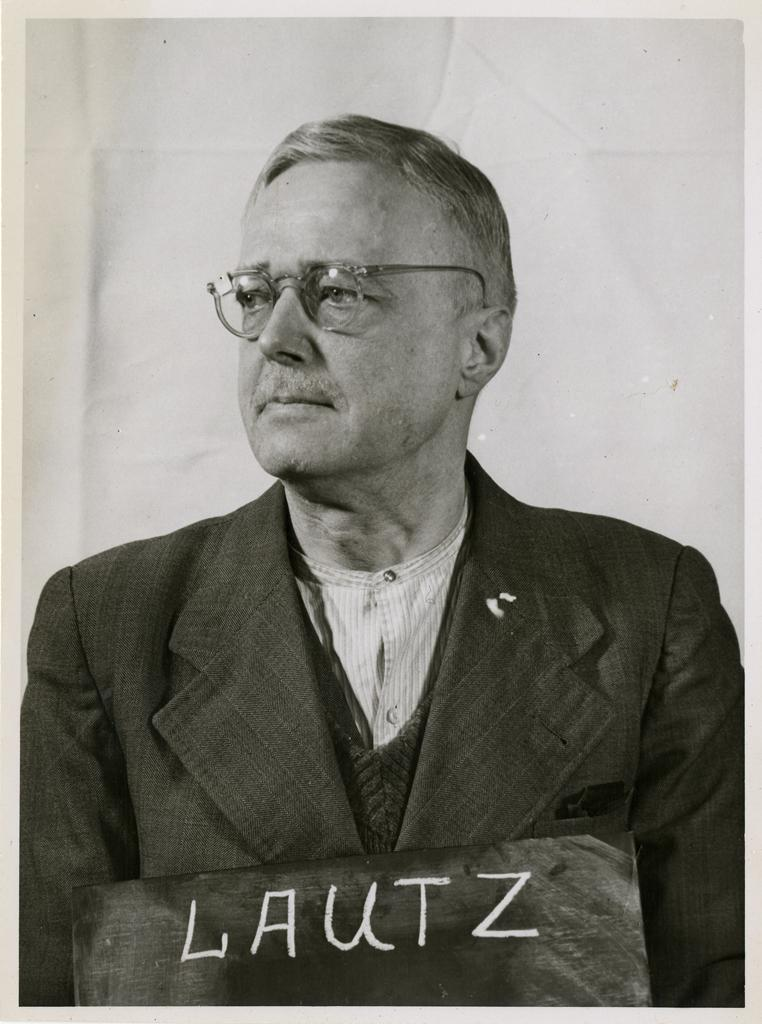
Ernst Lautz
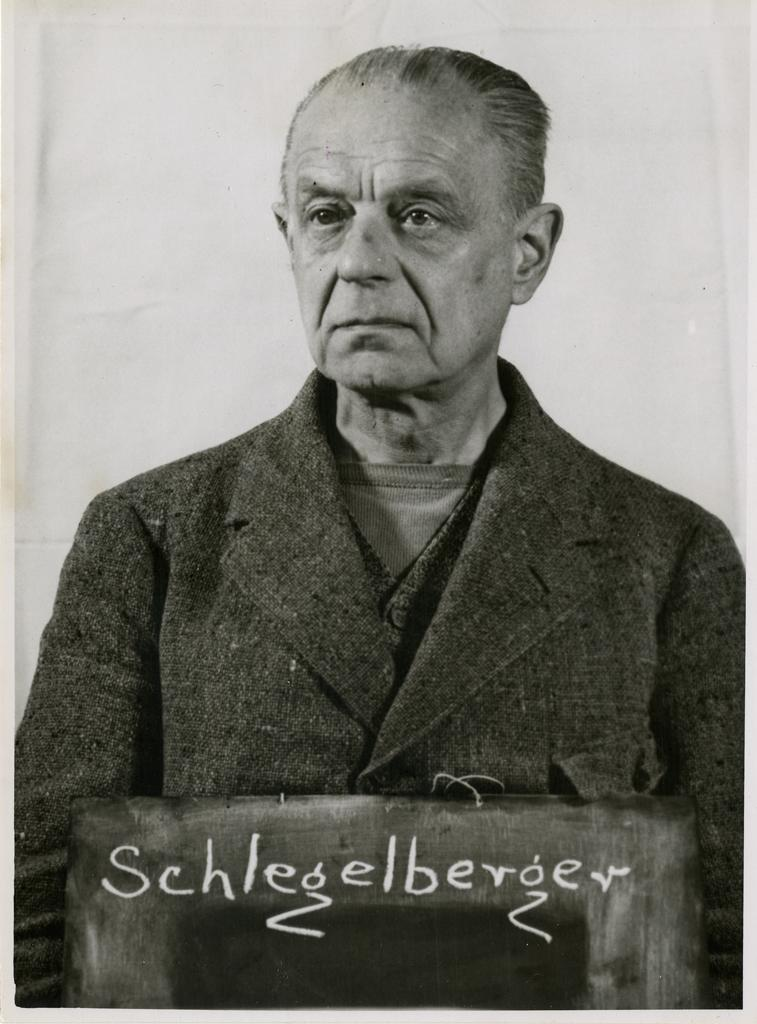
Franz Schlegelberger
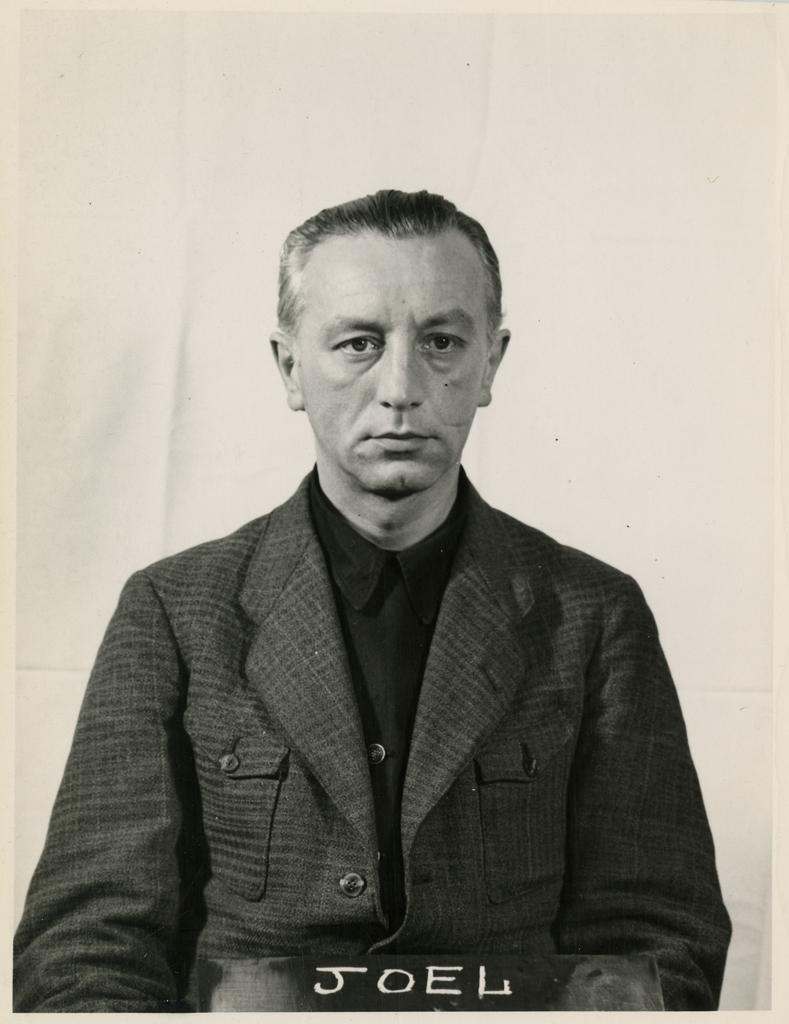
Günther Joel
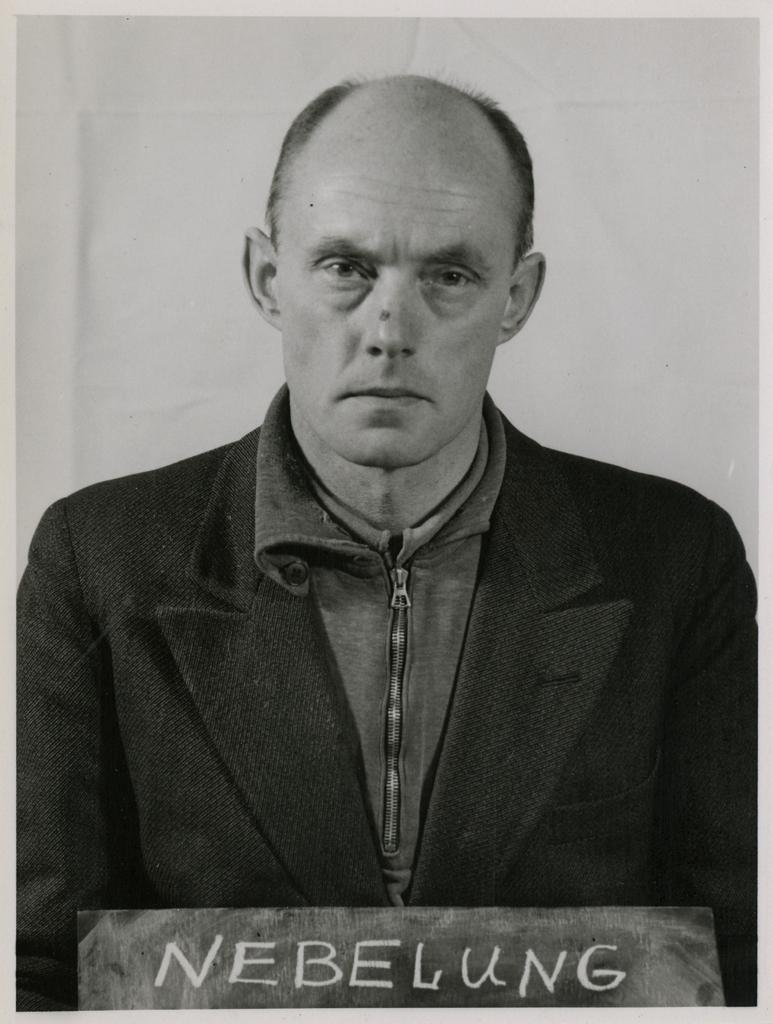
Günther Nebelung
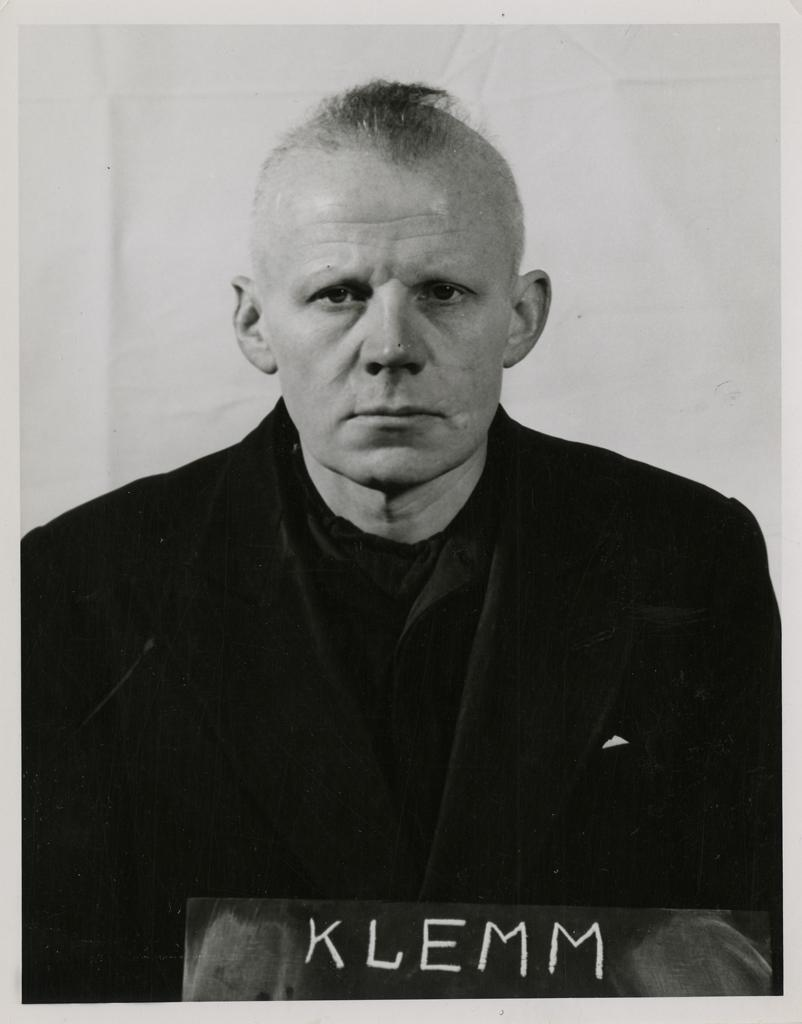
Herbert Klemm
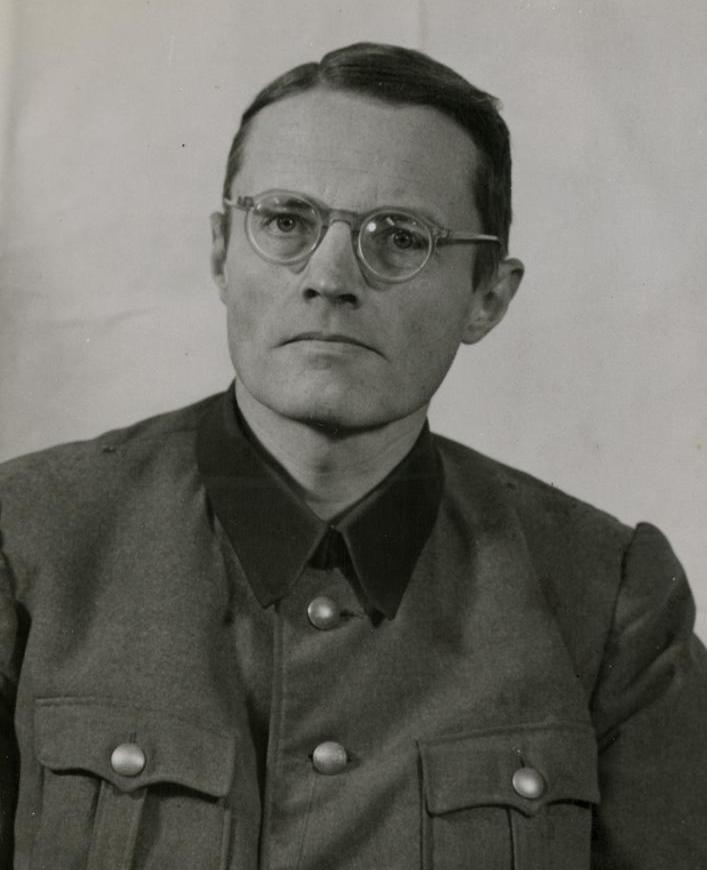
Hermann Cuhorst
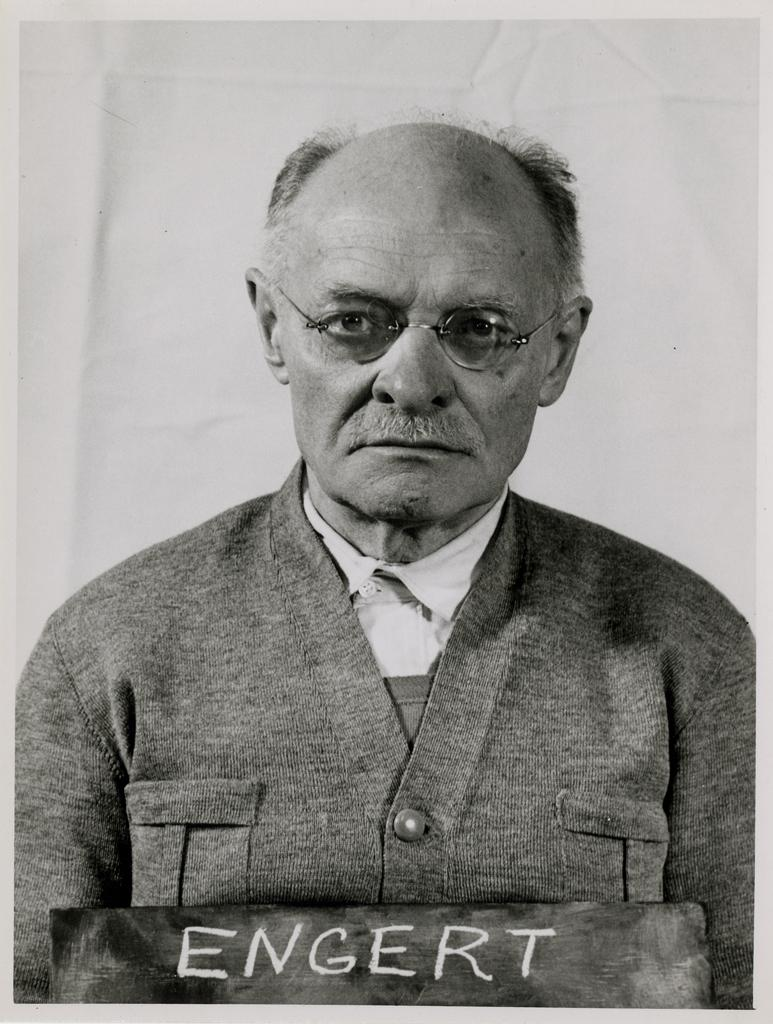
Kurt Engert
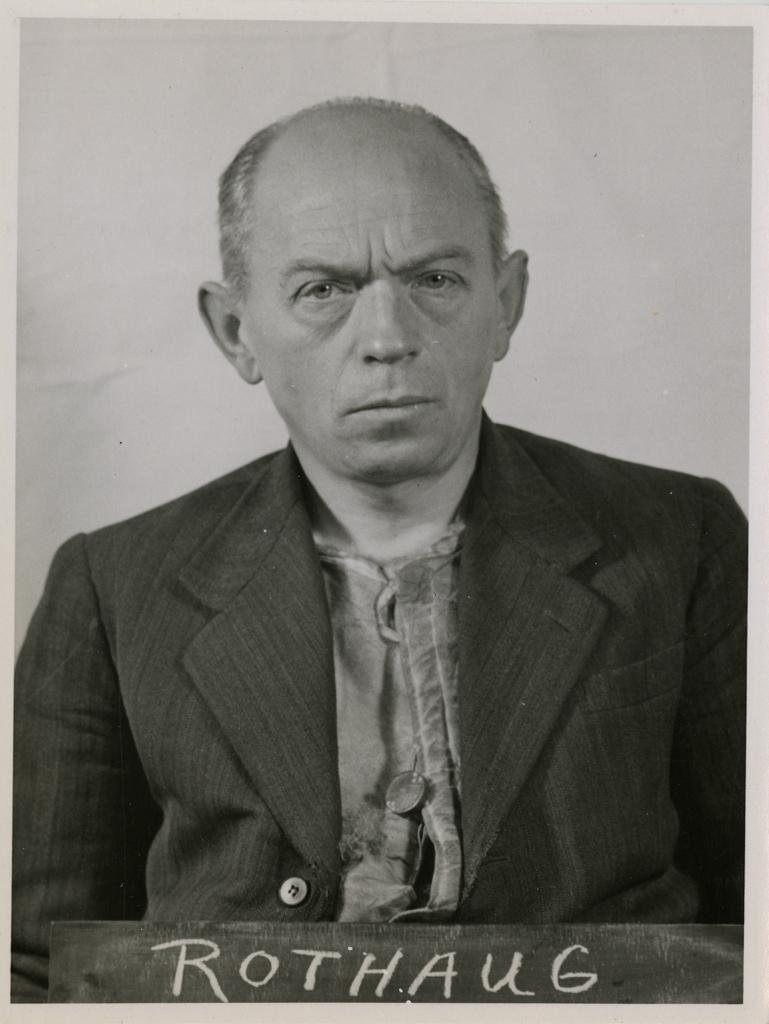
Oswald Rothaug
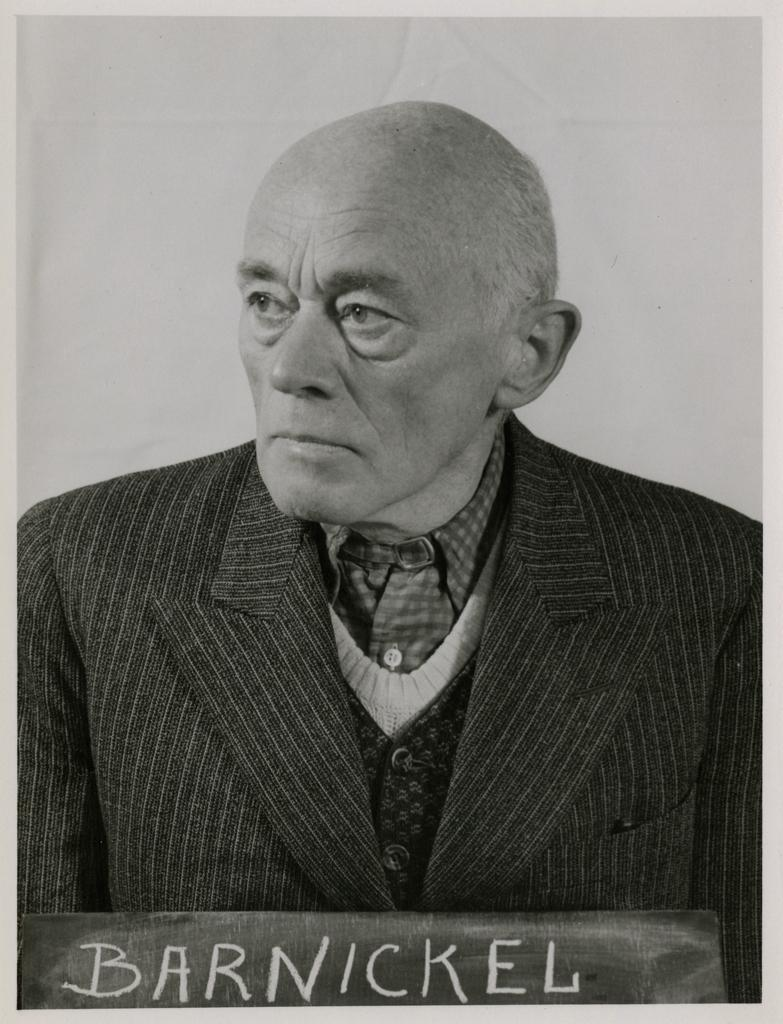
Paul Barnickel
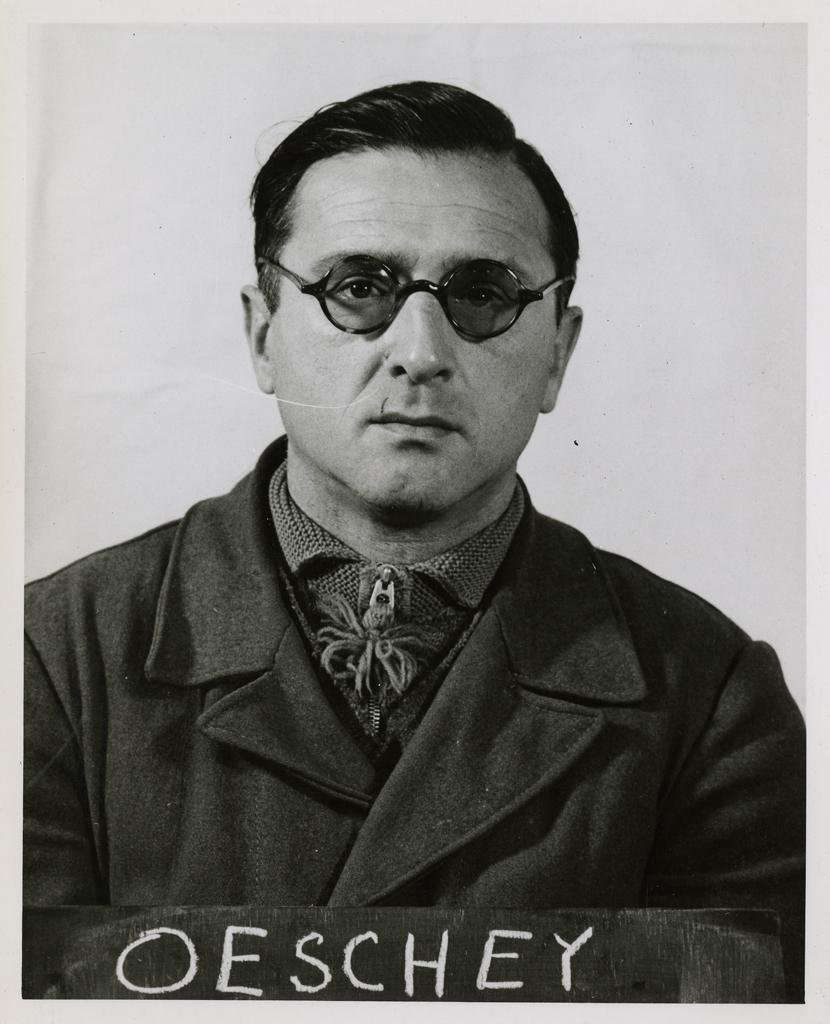
Rudolf Oeschey
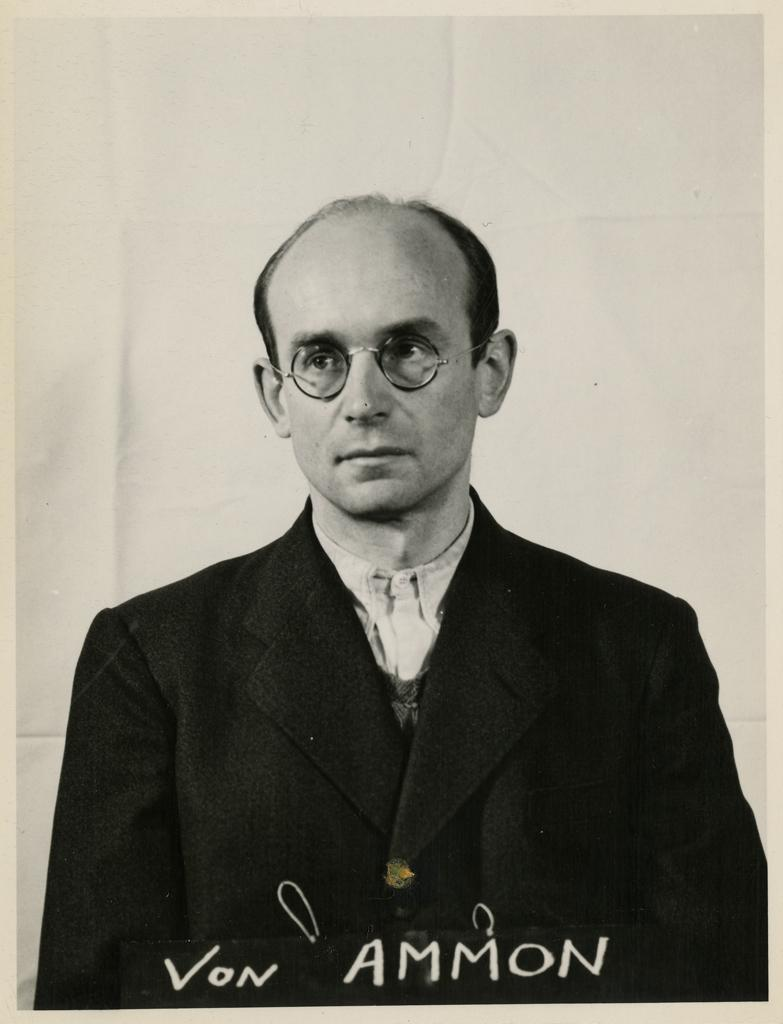
Wilhelm von Ammon
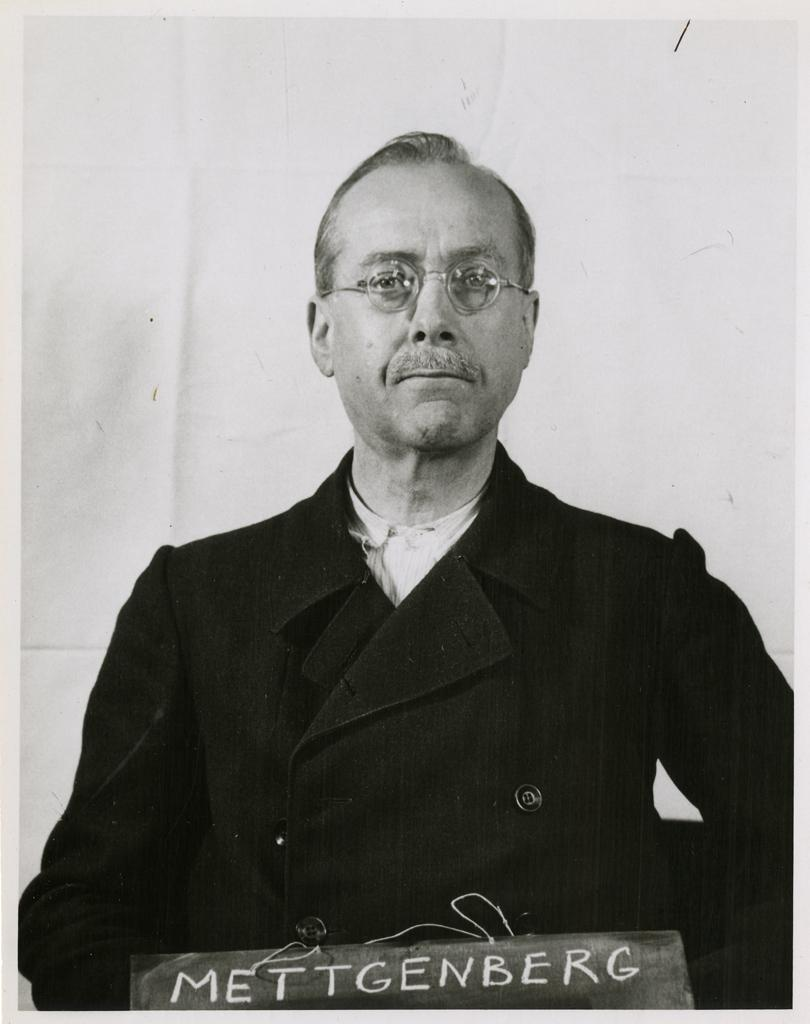
Wolfgang Mettgenberg
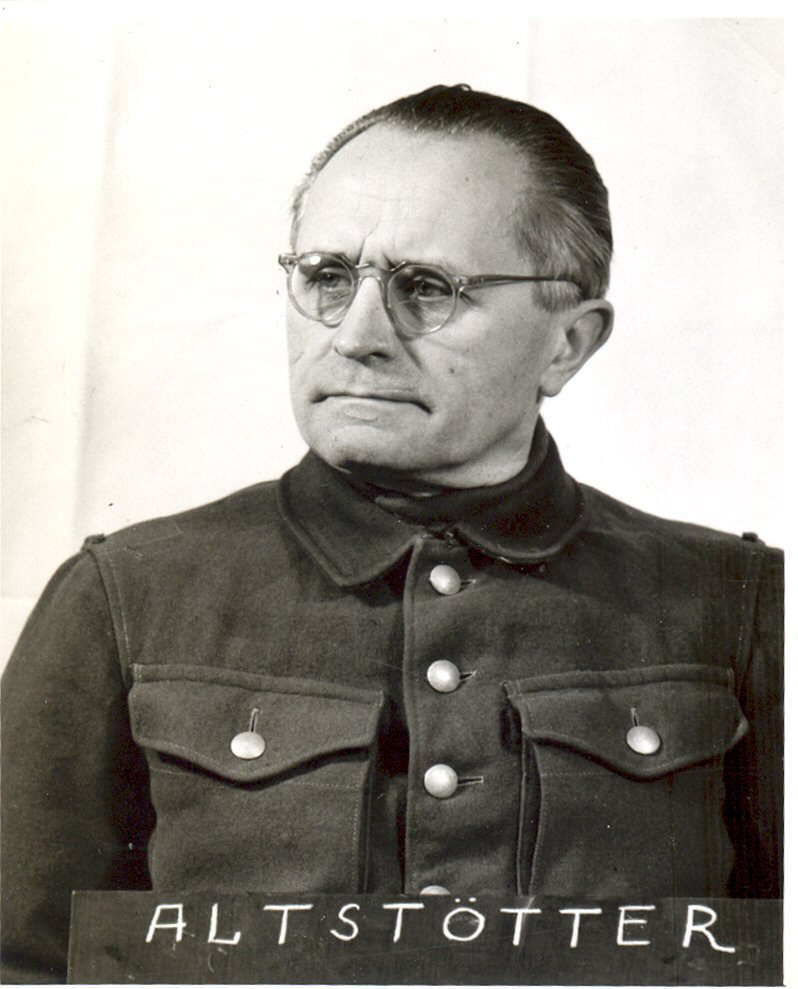
Josef Altstötter

## Cargos
La acusación fue presentada el 4 de enero de 1947 y estaba compuesta de los siguientes cargos:
1. Participar en un plan común o conspiración para cometer crímenes de guerra y crímenes contra la humanidad;
2. Crímenes de guerra por medio del abuso de los procesos judiciales y penales, que resultaron en asesinato masivo, tortura, saqueo de la propiedad privada.
3. Crímenes de lesa humanidad por los mismos motivos, incluyendo el empleo de mano de obra esclava.
4. Pertenencia a una organización criminal: el NSDAP o las SS.

El primer cargo fue desestimado: la Corte declaró que el cargo estaba fuera de su jurisdicción. El juez Blair presentó una opinión disidente, que declaró que el tribunal debería haber hecho una declaración de que los tribunales militares de Núremberg, de facto, «tenían» jurisdicción sobre los cargos de «conspiración para cometer crímenes de guerra y crímenes contra la humanidad».
Todos los acusados se declararon «no culpables».

## Sentencias
| Procesado            | Rango                                               | Función | Culpable de los cargos | Sentencia                                     |
| -------------------- | --------------------------------------------------- | --- | ---------------------- | --------------------------------------------- |
| Josef Altstötter     | SS-Oberführer                                       | Subsecretario y jefe del Departamento de Derecho Civil en el Ministerio de Justicia del Reich                                         | IV                     | 5 años                                        |
| Wilhelm von Ammon    |                                                     | Subsecretario de Justicia Penal en el Ministerio de Justicia del Reich                                                                | II, III                | 10 años; indultado.                           |
| Paul Barnickel       |                                                     | Fiscal en el Volksgerichtshof |                        | Absuelto                                      |
| Hermann Cuhorst      |                                                     | Presidente del Senado y presidente del Sondergericht en Stuttgart                                                                     |                        | Absuelto                                      |
| Kurt Engert          | SS-Oberführer                                       | Subsecretario del Ministerio de Justicia del Reich, vicepresidente del Volksgerichtshof                                               |                        | Retirado del proceso por enfermedad           |
| Günther Joel         | SS-Obersturmbannführer                              | Subsecretario del Ministerio de Justicia del Reich y, luego, fiscal general en Hamm                                                   | II, III, IV            | 10 años; indultado.                           |
| Herbert Klemm        |                                                     | Secretario de Estado en el Ministerio de Justicia del Reich                                                                           | II , III.              | 20 años.                                      |
| Ernst Lautz          |                                                     | Oberreichsanwalt en el Volksgerichtshof                                                                                               | II, III                | 10 años; indultado.                           |
| Wolfgang Mettgenberg |                                                     | Subsecretario de Justicia Penal en el Ministerio de Justicia del Reich, con responsabilidades especiales en los Territorios Ocupados. | II, III                | 10 años; fallecido en 1950.                   |
| Günther Nebelung     |                                                     | Presidente de la IV Sala del Volksgerichtshof                                                                                         |                        | 7 años. Indultado                             |
| Rudolf Oeschey       | Gauhauptstellenleiter de la oficina legal del NSDAP | Juez del Sondergericht en Núremberg                                                                                                   | III, IV                | 20 años; liberado en mayo de 1955.            |
| Hans Petersen        |                                                     | Juez honorario de la I Sala del Volksgerichtshof                                                                                      |                        | Absuelto                                      |
| Oswald Rothaug       |                                                     | Presidente del Sondergericht de Núremberg                                                                                             | III                    | 20 años. liberado en diciembre de 1956.       |
| Curt Rothenberger    |                                                     | Presidente del Tribunal Regional Superior de Hamburgo, luego, Secretario de Estado en el Ministerio de Justicia del Reich             | II, III                | 7 años de cárcel; liberado en agosto de 1950. |
| Franz Schlegelberger |                                                     | Secretario de Estado en el Ministerio de Justicia del Reich                                                                           | I, III                 | indultado en enero de 1951 por incapacidad.   |
| Carl Westphal        |                                                     | Subsecretario del Ministerio de Justicia del Reich                                                                                    |                        | Suicidio antes que comenzara el juicio        |

Los funcionarios de más alto rango del sistema judicial nazi no pudieron ser juzgados: Franz Gürtner, ministro de Justicia, murió en 1941; Otto Georg Thierack, ministro de Justicia desde 1942, se había suicidado en 1946; y Roland Freisler, presidente del Volksgerichtshof desde 1942, murió en un bombardeo de 1945 en Berlín. Hans Globke, aunque estaba vivo (falleció en 1973), no fue juzgado.

## Después del juicio
El público consideró las sentencias, en general, muy indulgentes. La mayoría de los convictos fue liberada a inicios de los años 1950; algunos (Lautz, Rothenberger, Schlegelberger) incluso recibieron pensiones de retiro en Alemania Occidental. La guía de derecho alemán titulada Das Recht der Gegenwart todavía sigue siendo publicado bajo el nombre Franz Schlegelberger (ISBN 3-8006-2260-2).
El juicio de los jueces fue la inspiración para la película Judgment at Nuremberg de 1961, protagonizada por Spencer Tracy, Burt Lancaster, Richard Widmark, Marlene Dietrich, Maximilian Schell, Judy Garland, Montgomery Clift, Werner Klemperer y William Shatner.